# Concord (druva)
Concord är en blå amerikansk vindruva av arten Vitis labrusca. Druvan används såväl till sylt, marmelad som till att göra vin på. Över 500 000 ton producerades 2014, med den mesta odlingen och produktionen i staterna Washington, följt av New York och Pennsylvania.

## Historia
Concord har en ganska ung historia och härrör från frön planterade 1843. Druvan togs fram av Ephraim Wales (Concord, Massachusetts). Ephraim grävde helt enkelt upp en vild vinranka av arten Vitis vinifera och planterade rankan bredvid andra druvsorter. De resulterade fröna planterades och fröplantorna utvärderades varav en blev druvan/druvsorten Concord. 
DNA undersökningar publicerade så sent som 2016 har visat att Concord är nära släkt, avkomma, till druvan Catawba som i sin tur är avkomma till Vitis vinifera-druvsorten Sémillon. De andra föräldrarna är okända.

## Smak
Concord har en säregen arom- och smakprofil som präglas av det aromspecifika kemiska ämnet (eng. character impact compound) metylantranilat (metyl-2-aminobensoat) och som brukas beskrivas som ”foxy”. Aromen/smaken är kemisk, bärig och annorlunda. Litet godiskoncentrat kanske.